# 艾迪絲·溫莎
艾迪絲·「艾迪」·溫莎（英語：Edith "Edie" Windsor，1929年6月20日—2017年9月12日），美國女LGBT權益活動家，同時也是IBM的技術經理。知名於《美國訴溫莎案》的首要原告，她使該案成功推翻了《捍衛婚姻法案》中的第3章，這也被視作美國同性婚姻在法律上代表的勝利。

## 早期生活
溫莎出生於賓夕法尼亞州費城，為俄羅斯猶太移民詹姆士與西莉亞·施蘭的女兒。她是家中三名小孩中年紀最輕的。在童年時期，由於正值經濟大恐慌，使得她的家人連帶受苦，其父親失去了他的糖果、冰淇淋店和家。在學校中，她曾受到了反猶太主義的影響；且曾和與自己年輕相當的男孩交往，但她後來回想起來後認為那是她身為小女孩時的衝動。
溫莎於1950年獲得了天普大學的學士學位。1955年，她開始追求數學碩士學位，並於1957年從紐約大學中獲得。之後溫莎進入了IBM工作，其時間長達十六年。在此期間，她花了兩個學期在哈佛大學中學習應用數學，並獲得了IBM的獎學金。

## 職業生涯
溫莎在紐約大學工作時，曾在該大學的數學部門工作，主要是以UNIVAC來輸入資料。她還曾在Combustion Engineering公司工作過；在那裡，她主要是與物理學家們和UNIVAC一起工作。
她於1957年從紐約大學獲得數學的學位後，她於1958年開始在IBM中擔任技術經理的這份管理岡位。她在IBM的工作主要涉及到系統架構、作業系統與自然語言處理。1968年5月，她獲得了IBM高級系統程序員最高職位的稱號。她在紐約市收到了第一台公司給的IBM PC。但公司拒絕她將保險受益人的名字填給友人史普雅。
1975年，IBM將溫莎的團隊撤出該地區，這使她在將自己的團隊解散後，開始更加地關注於她的平權活動上。

## LGBT活動
1969年6月，溫莎和史普雅從在義大利度假回來時，發現石牆暴動已在前一天晚上開始。在接下來的幾年中，兩人就常公開參加了LGBT遊行和活動。她們還將凱迪拉克敞篷車兌現給LGBT權益組織。
在1975年離開IBM之後，她開始對LGBT組織的參與變得更加地踴躍。她還自願加入了GLBTQ法律倡導者和捍衛者和紐約市LGBT社區中心；溫莎於1994年的紐約同性戀運動會上，利用一支短劇來幫助老同性戀來受到社會關注。她於1986年至1988年及2005年至2007年間，就一直是GLBT長者服務與宣傳（SAGE）的成員之一。
自《美國訴溫莎案》過後，溫莎就多次公開倡導同性婚姻。她曾在2011年的華盛頓哥倫比亞特區新聞發表會上協助議員黛安·范士丹和傑羅德·納德勒介紹了尊重婚姻法案。

### 《美國訴溫莎案》
隨著絲婭·史普雅於2009年2月5日去世，溫莎因可撤銷的信托繼承其妻的房產，但也因此溫莎被要求支付超過36萬3053美元的聯邦遺產稅。如果聯邦法律承認其婚姻的有效性，那溫莎則有資格享有無最高限額的配偶稅收減免，而不必支付任何聯邦遺產稅。
身為寡婦的溫莎向聯邦提出遺產稅免稅，但因《捍衛婚姻法案》第3章中規定「配偶只適用於男人和女人之間的婚姻」而被駁回。美國國家稅務局認為該免稅不適用於同性婚姻，而拒絕了溫莎的要求，並迫使她不得不支付36萬3053美元的房地產稅金。
2010年11月9日，溫莎向美國紐約南區聯邦地區法院的聯邦政府提起訴訟，她認為該法案的第3章對合法結婚的同性伴侶來說是「差別待遇」。2012年6月6日，法官芭芭拉·S·瓊斯法官裁定，《捍衛婚姻法案》第3章違背了第五修正案平等保護的承諾，侵犯了原告方的權利，認定違憲，裁定溫莎獲得退稅補償（包括利息）。2012年10月18日，美國聯邦第二巡迴上訴法院維持了地方法院有關《捍衛婚姻法案》第3章違憲的判決。
2013年3月27日，美國最高法院聽取了口頭辯論。2013年6月26日，美國最高法院以5-4的結果宣布《捍衛婚姻法案》第3章違憲，「是對於第五修正案中保護個人平等自由的背離。」

## 個人生活
在大學期間，她與索爾·溫莎相遇，當兩人的關係在中途結束，因當時溫莎愛上了一位女同學。後來，溫莎決定不想以女同志的身份生活，因此在畢業後與索爾和解並結婚。但不到一年就宣布離婚，她向他表示，她渴望與女性在一起。離婚後不久，溫莎離開了費城而前往紐約市。
溫莎於1963年在格林威治村的一家餐廳Portofino中與心理學家絲婭·史普雅相遇。當她們初次見面時就已喜歡上了對方。兩人在之後的兩年間偶爾會碰面，但一直到1965年春季，兩人在長島東區的旅行中才開始相互交往。為了使兩人保持聯繫而不被同事發現，溫莎與史普雅創造出了一個名為威利的虛構兄弟，來掩飾打去溫莎辦公室的電話。1967年，史普雅要求溫莎與她結婚，但在當時的美國卻沒有地方是合法的。由於擔心傳統的訂婚戒指可能會將溫莎的性取向暴露給她的同事，使史普雅改以圓形鑽石針來取代戒指。
溫莎與史普雅在入職的六個月後搬進格林威治村的一間公寓。1968年，兩人在長島買了一座小房子，並曾在那度過了四十個夏天。溫莎與史普雅經常在美國和國外旅行，她們也常在家中娛樂，而史普雅負責準備飯菜，包括每年一次亡兵紀念日週末的慶祝活動。
1977年，史普雅被診斷出患有多發性硬化症，這使她的身體逐漸增加癱瘓的情況。溫莎便利用她的提前退休來成為史普雅的全職看護，並開始持續調整自己的日常行為。
溫莎與史普雅於1993年以合作夥伴的關係進入紐約市。2002年，史普雅發生了心肌梗死，並被診斷患有主動脈瓣狹窄。2007年，醫生告訴她，她的壽命可能剩不到一年。當時紐約還沒有對同性婚姻合法化，所以兩人選擇於2007年5月22日在加拿大多倫多結婚，當時的婚禮由加拿大首位公開同性戀身份的法官哈維·布朗史東所主持，並在一位熟悉兩國法律的電影製片人和同性婚姻活動家的協助下進行。她們的婚禮也被刊登於《紐約時報》上。
史普雅於2009年2月5日死於與其心臟病相關的併發症。史普雅死後，溫莎因心碎症候群而住院。
2016年9月26日，溫莎與在紐約市政廳的茱迪絲·卡森結婚。此時的溫莎是87歲，而卡森則是51歲。
溫莎本身是非教派猶太會堂非教派猶太會堂的成員，其自稱是世上最大的LGBT猶太會堂。

## 逝世
2017年9月12日，溫莎的妻子茱迪絲·卡森·溫莎證實，溫莎已在曼哈頓過世，享壽88歲，但死因未公開。各領域不同的名人都在自己的Twitter帳戶上表示哀悼，包括電視主持人安迪·柯恩、演員麗亞·迪拉利亞、邁克·烏里、喬治·武井、歌手南茜·辛纳特拉、紐約市市長比爾·白思豪、紐約州州長安德魯·古莫、加利福尼亞州議員黛安·范士丹和美國前總統比爾·柯林頓。

## 認可

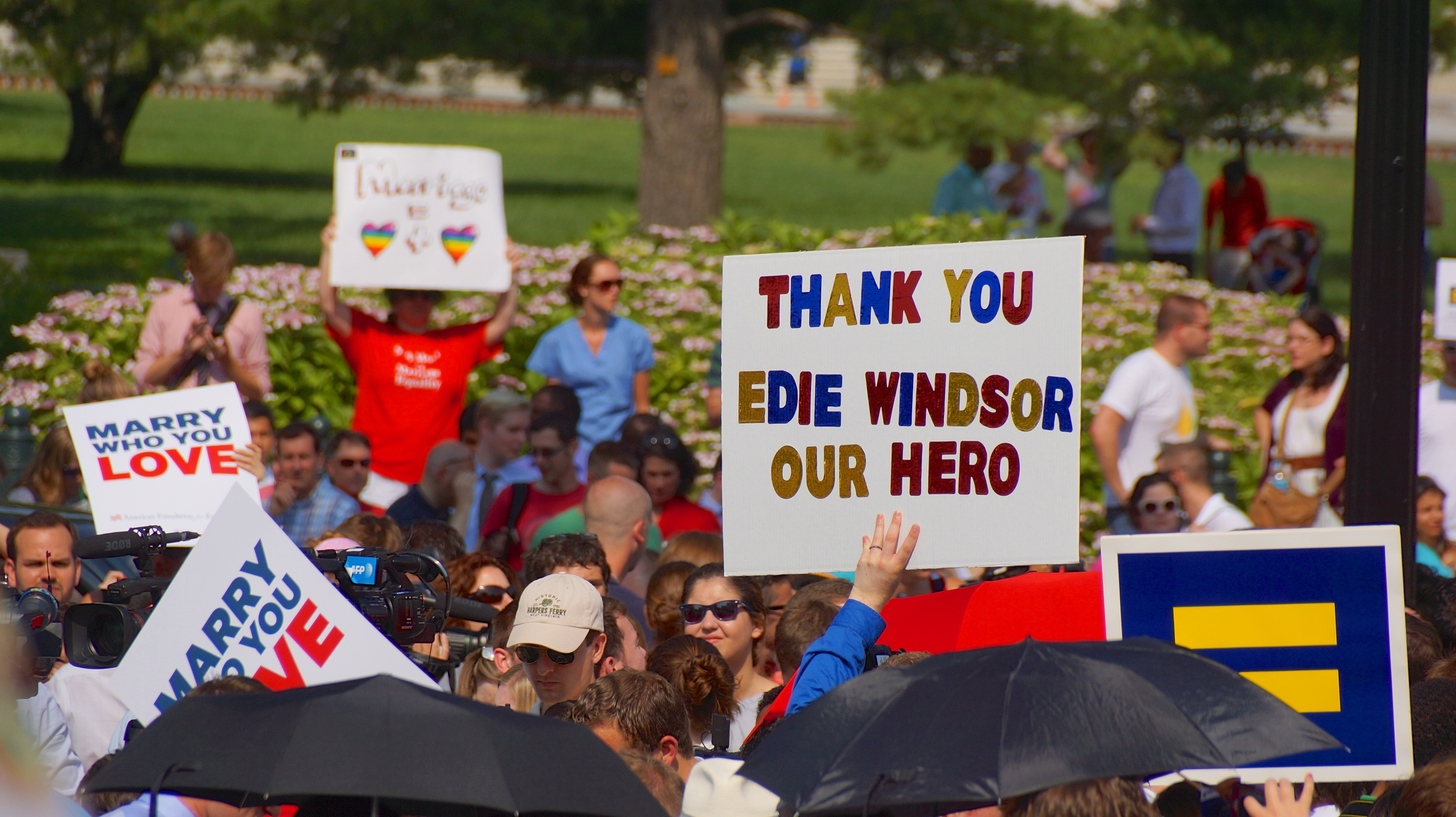
在支持同性婚姻的集會上，許多支持者對艾迪·溫莎表示感謝

1987年，溫莎被國家計算會評為「操作系統的先驅。」
溫莎於1999年的70歲生日時，艾迪·溫莎與朋友史普雅創立了女同性戀基金會，並為女同性戀長者提供贈款。
在2009年的紀錄片《Edie and Thea: A Very Long Engagement》中，導演蘇珊·馬斯卡和葛瑞塔·歐夫斯多特利介紹了溫莎和史普雅的生平和婚禮。該片的DVD包含了與加拿大法官哈維·布朗史東所進行的全面訪談，布朗史東也主持了溫莎和史普雅的婚禮。
2013年，溫莎為紐約市LGBT驕傲遊行的大元帥。同年，她也被《時代》選為時代年度風雲人物的亞軍，該年的冠軍為方濟各。
2014年5月22日，她獲得了約翰·霍普金斯大學文學類的博士學位。6月，溫莎前往自己與史普雅結婚的城市多倫多，榮獲世界自豪獎。在多倫多的早晨，她於CTV頻道的節目上與當年主持婚禮的法官哈維·布朗史東碰面。6月26日，溫莎被Logo TV評為2014年LOGO開拓者。
2016年，Lesbians Who Tech發起了艾迪·溫莎編碼獎學基金。

### 榮譽
溫莎已獲得了許多LGBT等項目的相關獎項。
| 獎項                                                 | 頒發單位                   | 頒獎日期       | 附註                     |
| ---------------------------------------------------- | -------------------------- | -------------- | ------------------------ |
| 裘依·華沙終身成就獎                                  | GLBT長者服務與宣傳（SAGE） | 2010年10月25日 | [ 6 ] [ 28 ]             |
| 開拓者法律獎                                         | 紐約婚姻平權               | 2011年5月19日  | [ 6 ] [ 28 ]             |
| 羅傑·鮑德溫自由獎                                    | 美國公民自由聯盟           | 2011年6月11日  | [ 6 ] [ 28 ]             |
| 紐約市議會獎                                         | 紐約市議會                 | 2011年6月16日  | 在議會上提出同志驕傲活動 |
| 艾迪·溫莎與絲婭·史普雅平權獎                         | The LOFT                   | 2012年         | [ 28 ]                   |
| 蘇珊·B·安東尼獎                                      | 紐約市國家婦女組織         | 2012年2月15日  | [ 28 ]                   |
| 遠見獎                                               | NewFest                    | 2012年         | [ 28 ]                   |
| 開拓者獎                                             | 紐約市LGBT社區中心         | 2013年4月11日  | [ 28 ]                   |
| 尤金·詹姆斯·基奧治獎最佳紐約大學公共服務             | 紐約大學                   | 2013年5月22日  | [ 28 ]                   |
| 總統勳章                                             | 紐約大學                   | 2013年5月24日  | [ 28 ]                   |
| 堅守信念獎                                           | 美國憲法法律與政策協會     | 2013年9月17日  | [ 28 ]                   |
| 終身領袖獎                                           | 國家同性戀專案組           | 2013年10月8日  | [ 28 ]                   |
| 民主開拓獎                                           | 艾莉諾·羅斯福遺產獎        | 2013年10月11日 | [ 28 ]                   |
| 個人領袖獎                                           | PFLAG                      | 2013年10月14日 | [ 28 ]                   |
| 校友成就獎                                           | 紐約大學藝術與科學研究院   | 2013年10月18日 | [ 28 ]                   |
| 美國公民活動精神獎                                   | 公共優良獎                 | 2013年11月13日 | [ 28 ]                   |
| 100年終身成就獎                                      | 《Out》                    | 2013年11月13日 | [ 28 ]                   |
| 帝國鑽石獎視覺-支持-行動主義                         | 紐約帝國法院制度           | 2014年3月29日  | [ 28 ]                   |
| 歡呼獎                                               | Olivia Cruises             | 2014年         | [ 28 ]                   |
| 勞雷爾·赫斯特獎                                      | 同志行動聯盟（GOAL）-紐約  | 2014年4月25日  | [ 28 ]                   |
| 婦女權利獎                                           | 美國教師聯盟               | 2014年7月14日  | [ 28 ]                   |
| 以平權論壇之名命名為其2015年LGBT歷史月的31個圖標之一 | 平權論壇                   | 2015年         | [ 34 ]                   |

## 另見
- 捍衛婚姻法案
- 美國LGBT權益
- 美國同性婚姻

## 外部連結
- 官方网站
- C-SPAN內的頁面（英文）